# Agustín Segundo Sal
José Agustín Sal García (San Miguel de Tucumán, Confederación Argentina. 30 de septiembre de 1843 – Tucumán, Argentina. 15 de junio de 1902) fue un político liberal, abogado, escribano público, argentino, esposo de Vicenta Felisa Bernarda Vázquez Lucero y padre de 6 hijos (Clotilde Vicenta, Enriqueta, Agustín, Vicente, Clementina y Julia Josefa). El 29 de noviembre de 1895 posterior al fallecimiento del Gobernador Benjamín Aráoz, asumió como Gobernador Provisional desde la Presidencia del Senado Provincial.

## Biografía
Ocupó reiteradamente bancas legislativas tanto en Diputados como en el Senado. Siendo Presidente de este cuerpo, fue una par de veces Gobernador Interino. Sus inicios en la política fueron como oficial de los ejércitos de la provincia, en las épocas de la guerra civil. Era Presidente del Senado cuando fallece imprevistamente el Gobernador Benjamín Aráoz, el 28 de noviembre de 1895, razón por la cual asume como Gobernador de la Provincia hasta la entrega del mando a Lucas Córdoba. Fue uno de los principales políticos liberales en Tucumán. Incursionó en el periodismo, por cuanto muchas crónicas periodísticas llevan su firma.
La gobernación de Sal duró escasos seis días. De inmediato convocó al Colegio Electoral Permanente (organismo que existió desde 1884 a 1907), el cual, en rápido trámite, eligió Gobernador al Teniente Coronel Lucas Córdoba, asumiendo el mando el 4 de diciembre del 1895.
Pero, a pesar de la brevedad de su gestión, Sal promulgó dos leyes significativas. Por una de ellas, el Estado adquirió el terreno necesario para el ensanche de la plaza Constitución -ubicada en El Bajo-, luego bautizada como Plaza “Gral. Gregorio Aráoz de Lamadrid”. La otra ley consistía en recompensar, con 5.000 pesos, el gesto de la joven artista "Lola Mora", por la donación a la Provincia los retratos de los gobernadores que ejecutó a la carbonilla. Fue el primer reconocimiento oficial otorgado a la tarea de quien sería la gran escultora para los tucumanos.

Don Sal era una personalidad destacada, desde joven y sin dejar sus faenas de hacendado, militó resueltamente en las filas liberales, como oficial de los ejércitos de la provincia, en las épocas de la guerra civil. Estuvo entre los sostenedores de la revolución de agosto de 1861, que forzó la renuncia del Gobernador Salustiano Zavalía. Peleó, pocos días después, en el combate de El Manantial de Marlopa, donde los liberales fueron derrotados por las fuerzas confederadas, y en El Ceibal (diciembre de 1862) donde luchó también, a las órdenes de José María del Campo, donde recibió dos heridas. Hasta 1867, todas las campañas contra los federales contaron con su resuelta adhesión.
Don Agustín fue habilitado por el Gobierno para ejercer de abogado y, como sus antepasados, tuvo un prestigioso registro de escribano público. Era amigo desde la infancia de Julio Argentino Roca, y luego estrechó una buena amistad con Bartolomé Mitre, en el museo erigido en honor de este último, hay bastante correspondencia mantenida con Don Agustín. Consecuentemente, se alineó en la política “acuerdista” y fue uno de los principales dirigentes de la Unión Cívica Nacional en Tucumán.
En varias ocasiones, fue elegido para bancas de senador y diputado a la Legislatura Provincial. Era Senador por Monteros cuando ocurrió su fallecimiento, el 15 de junio de 1902, sus restos yacen en el Cementerio Parque de la Paz, Yerba Buena, Tucumán.